# Persone di nome Michael/Scrittori
| Questa pagina contiene informazioni ricavate automaticamente dalle voci biografiche con l'ausilio del template Bio e di un bot. L'aggiornamento è periodico e automatico e ricostruisce completamente la pagina. Se manca una persona in questa lista, sei pregato di non aggiungerla, ma accertati piuttosto che la sua voce biografica contenga il template Bio e che i dati anagrafici siano correttamente compilati. Se il template Bio manca, inseriscilo tu stesso o, in alternativa, metti l'avviso {{tmp\|Bio}} che ne segnala la mancanza. Se i dati riportati sono sbagliati, correggi direttamente la voce biografica; le modifiche saranno visibili in questa lista entro pochi giorni. Per chiarimenti vedi il progetto antroponimi. La lista contiene solo le 55 persone che sono citate nell'enciclopedia e per le quali è stato implementato correttamente il template Bio. Pagina aggiornata al 22 lug 2025. |

Questa è una lista di persone presenti nell'enciclopedia che hanno il nome Michael e sono scrittori.

## A(1)
- Michael Azerrad, scrittore, giornalista e musicista statunitense (New York City)

## B(3)
- Michael Bedard, scrittore e illustratore canadese (Toronto, n. 1949)
- Michael Blake, scrittore, sceneggiatore e regista statunitense (Fort Bragg, n. 1945 - Tucson, † 2015)
- Michael Burleigh, scrittore e storico britannico (Londra, n. 1955)

## C(7)
- Mike Carey, scrittore britannico (Liverpool, n. 1959)
- Michael Cassutt, scrittore, sceneggiatore e produttore televisivo statunitense (Owatonna, Minnesota, n. 1954)
- Michael Chabon, scrittore, saggista e fumettista statunitense (Washington, n. 1963)
- Michael Connelly, scrittore e giornalista statunitense (Filadelfia, n. 1956)
- Michael Cordy, romanziere britannico (Ghana, n. 1962)
- Michael Crummey, scrittore e poeta canadese (Buchans, n. 1965)
- Michael Cunningham, scrittore e sceneggiatore statunitense (Cincinnati, n. 1952)

## D(4)
- Michael Dibdin, scrittore britannico (Wolverhampton, n. 1947 - Seattle, † 2007)
- Michael Durant, scrittore, imprenditore e militare statunitense (Berlin, n. 1961)
- Michael Madhusudan Dutt, scrittore e poeta indiano (Sagardanri, n. 1824 - Calcutta, † 1873)
- Michael Holroyd, scrittore e biografo britannico (Londra, n. 1935)

## E(3)
- Michael Edwards, scrittore e critico letterario britannico (Barnes, n. 1938)
- Michael Ende, scrittore tedesco (Garmisch-Partenkirchen, n. 1929 - Stoccarda, † 1995)
- Michael Ennis, scrittore statunitense (Pasadena, n. 1950)

## F(1)
- Michael Frayn, scrittore e drammaturgo britannico (Londra, n. 1933)

## G(4)
- Michael Gerard Bauer, scrittore australiano (Brisbane, n. 1955)
- Michael Gilbert, scrittore britannico (Billinghay, n. 1912 - † 2006)
- Michael Grant, scrittore statunitense (Los Angeles, n. 1954)
- Michael Göring, scrittore tedesco (Lippstadt, n. 1956)

## H(2)
- M. John Harrison, scrittore britannico (Warwickshire, n. 1945)
- Michael Hoeye, scrittore statunitense (Los Angeles, n. 1947)

## J(4)
- Michael Gregorio, scrittore britannico (Liverpool, n. 1948)
- Michael Jackson, scrittore inglese (Wheterby, n. 1942 - Londra, † 2007)
- Michael Jecks, scrittore inglese (n. 1960)
- Michael Joyce, scrittore e critico letterario statunitense (Lackawanna, n. 1945)

## K(2)
- Michael Koryta, scrittore, giornalista e investigatore privato statunitense (Bloomington, n. 1982)
- Michael Krüger, scrittore e poeta tedesco (Wittgendorf, n. 1943)

## L(1)
- Michael Largo, scrittore statunitense (New York)

## M(4)
- Michael Marshall Smith, scrittore e autore di fantascienza britannico (Knutsford, n. 1965)
- Michael McDowell, scrittore e sceneggiatore statunitense (Enterprise, n. 1950 - Boston, † 1999)
- Michael Moorcock, scrittore britannico (Londra, n. 1939)
- Michael Morpurgo, scrittore e poeta britannico (St Albans, n. 1943)

## O(2)
- Michael D. O'Brien, scrittore, artista e saggista canadese (Ottawa, n. 1948)
- Michael Ondaatje, scrittore e regista singalese (Kegalle, n. 1943)

## P(1)
- Michael Peterson, scrittore statunitense (Tennessee, n. 1943)

## R(5)
- Michael Reaves, scrittore e sceneggiatore statunitense (San Bernardino, n. 1950 - Los Angeles, † 2023)
- Michael Robotham, scrittore australiano (Casino, n. 1960)
- Michael Scott Rohan, scrittore scozzese (Edimburgo, n. 1951 - Edimburgo, † 2018)
- Michael Rosen, romanziere e poeta britannico (Harrow, n. 1946)
- Michael Rowe, scrittore, regista e sceneggiatore australiano (Ballarat, n. 1971)

## S(6)
- Michael Scott, scrittore irlandese (Dublino, n. 1959)
- Michael Shaara, scrittore statunitense (Jersey City, n. 1928 - † 1988)
- Michael Shea, scrittore statunitense (Los Angeles, n. 1946 - † 2014)
- Michael Shermer, scrittore e storico della scienza statunitense (Los Angeles, n. 1954)
- Michael A. Stackpole, scrittore statunitense (Wausau, n. 1957)
- Michael Swanwick, scrittore statunitense (Schenectady, n. 1950)

## T(2)
- Michael Talbot, scrittore statunitense (Grand Rapids, n. 1953 - † 1992)
- Michael Thomas, scrittore statunitense (Boston)

## W(2)
- Michael Wachtler, scrittore italiano (San Candido, n. 1959)
- Michael White, scrittore britannico (Southend-on-Sea, n. 1959 - Perth, † 2018)

## Z(1)
- Michael Zadoorian, scrittore statunitense (Detroit, n. 1957)